# 能姓
能姓（Nài，古同“耐”）是中文姓氏之一，在《百家姓》中排第286位。在现代的兩岸四地，能姓是极罕见的姓氏。

## 起源
能姓出自芈姓，熊氏。《通志·氏族略·以名为氏》引《姓苑》载楚国国君熊挚（又名熊挚红）之后，为避难将“熊”字去“灬”改为“能”。

## 郡望
- 太原郡：战国时秦国置，郡治为晋阳，今山西太原市一带。
- 南安郡

## 脚注
1. ↑  能做姓氏时与耐同音同义。

## 延伸阅读
[在维基数据编辑]
 《百家姓》
 《欽定古今圖書集成·明倫彙編·氏族典·能姓部》，出自陈梦雷《古今圖書集成》